# Јан Бингтао
Јан Бингтао (кин. 颜丙涛, Зибо, 16. фебруар 2000) јесте кинески професионални играч снукера. Он је најмлађи играч који је освојио аматерско светско првенство у снукеру након што је победио Мухамеда Сајада са 8–7.
Освојио је Мастерс 2021. године победивши у финалу Џона Хигинса.

## Успеси

### Рангирана финала 4 (1 победа, 3 пораза)
| Исход     | Година | Турнир                | Противник     | Резултат |
| --------- | ------ | --------------------- | ------------- | -------- |
| Финалиста | 2017.  | Northern Ireland Open | Марк Вилијамс | 8 : 9    |
| Победник  | 2019.  | Riga Masters          | Марк Џојс     | 5 : 2    |
| Финалиста | 2020.  | Players Championship  | Џад Трамп     | 4 : 10   |
| Финалиста | 2022.  | German Masters        | Џао Синтонг   | 0 : 9    |

### Нерангирана финала 1 (1 победа)
| Исход    | Година | Турнир  | Противник  | Резултат |
| -------- | ------ | ------- | ---------- | -------- |
| Победник | 2021.  | Мастерс | Џон Хигинс | 8 : 10   |